# Regularklerker
Regularklerker är medlemmar av det andliga ståndet som levde avskilt, utanför världen. Dit hörde munkar, reguljära korherrar och tiggarbröder.